# Лисохвост луговой
Лисохво́ст лугово́й (лат. Alopecúrus praténsis) — вид травянистых растений рода Лисохвост (Alopecurus) семейства Злаки, или Мятликовые (Poaceae). Одно из лучших кормовых растений.

## Ботаническое описание

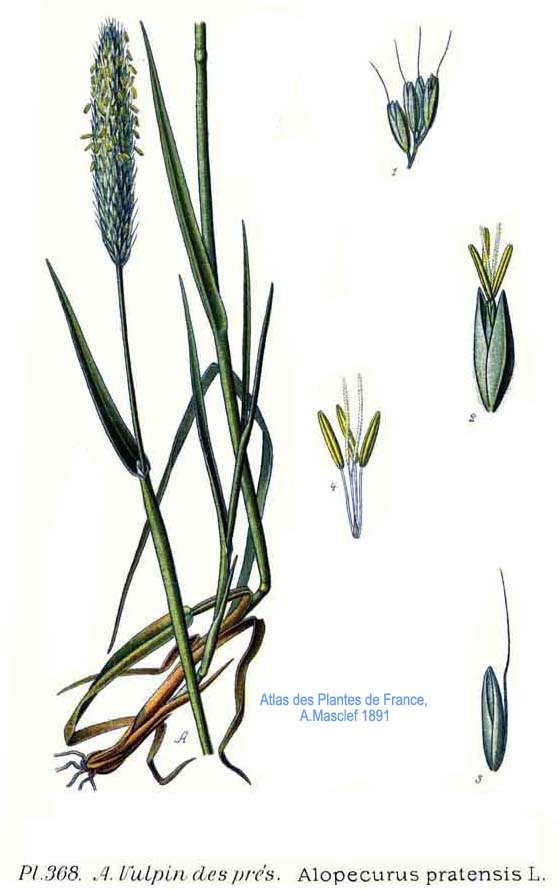

Многолетние травянистые рыхлодерновинные растения, (30) 50—120 см высотой. Корневище короткое. Листья линейные, плоские, зелёные, остро-шершавые, 4—10 мм шириной. Влагалища гладкие, прижатые. Язычки перепончатые, тупо обрубленные, 1—2,5 мм длиной.
Общее соцветие — султан, 3—10 см длиной и 6—9 мм шириной. Колоски эллиптические, одноцветковые, 4,5—5,5 (6) мм длиной, собраны по 3—4 на прижатых веточках. Колосковые чешуи опушенные. Нижняя цветковая чешуя с остью. Тычинок три; пыльники жёлтые, 2,5—3,2 мм длиной.
Цветение в июне, плодоношение в июле.

## Распространение и экология
Встречается на суходольных и пойменных лугах, по берегам водоемов, на опушках и полянах, среди кустарников. 
Часто образует чистые заросли, особенно на пойменных лугах. Обычно доминирует на разнотравно-злаковых лугах вместе с пыреем ползучим (Elytrigia repens), тимофеевкой луговой (Phleum pratense), канареечником тростниковидным (Phalaris arundinacea), мятликом болотным (Poa palustris).
Размножается семенами и вегетативно — делением куста на части в фазе кущения. Семена сохраняют всхожесть 4—5 лет. Растение озимо-ярового типа развития. В первый год после посева даёт только вегетативные побеги. Генеративные побеги появляются на 2—3-й год жизни. Полного развития и наибольшей продуктивность достигает на 3-й год жизни. Весной хорошо выдерживает переувлажнение и затопление талыми водами до 1—1,5 месяца. 
Не выносит застойных вод. Хорошо растёт на обеспеченных влагой и рыхлых почвах. Предпочитает суглинистые, супесчаные, торфяно-глеевые, наносные луговые и средне или слабокислые почвы, осушенные торфяники. Не выносит засоленных почв.
Холодостойкое растение, выдерживающее весенние и осенние заморозки до —6 С°. Пригодно для выращивание в районах лесотундры и даже тундры, где возможно его семеноводство.

## Химический состав
| Фаза         | От абсолютного сухого вещества в % | От абсолютного сухого вещества в % | От абсолютного сухого вещества в % | От абсолютного сухого вещества в % | От абсолютного сухого вещества в % |
| Фаза         | золы                               | протеина                           | жира                               | клетчатки                          | БЭВ                                |
| ------------ | ---------------------------------- | ---------------------------------- | ---------------------------------- | ---------------------------------- | ---------------------------------- |
| До цветения  | 9,0                                | 13,0                               | 4,0                                | 27,7                               | 46,3                               |
| Цветение     | 9,2                                | 11,4                               | 2,7                                | 28,8                               | 47,9                               |
| Плодоношение | 7,4                                | 10,7                               | 2,7                                | 34,0                               | 45,2                               |

На 100 кг травы приходится 23,7 кормовых единиц и 3,1 кг переваримого протеина. В фазе кущения содержит 106 мг/га каротина, при колошении 56 мг/кг.
| Фаза      | Содержание в % | Содержание в % | Содержание в % | Содержание в % | Содержание в % | Содержание в % | Содержание в % | Содержание в % | Содержание в % |
| Фаза      | вода           | зола           | Ca             | P              | K              | Na             | Mg             | Si             | Cl             |
| --------- | -------------- | -------------- | -------------- | -------------- | -------------- | -------------- | -------------- | -------------- | -------------- |
| Колошение | 70,0           | 2,92           | 0,100          | 0,110          | 0,750          | 0,100          | 0,030          | 0,350          | 0,140          |
| Цветение  | 67,5           | 2,98           | 0,100          | 0,110          | 0,720          | 0,040          | 0,020          | 0,630          | 0,030          |
| Зрелость  | 55,0           | 3,23           | 0,100          | 0,050          | —              | —              | 0,030          | 0,670          | 0,080          |

## Значение и применение
Обладает многими хозяйственными достоинствами — зимостойкостью, ранним формированием кормовой массы, высокой питательностью, повышенным содержанием протеина и каротина, отавностью, устойчивостью к переувлажнению. Прекрасный предшественник для картофеля, овощных и яровых зерновых.
Один из самых урожайных луговых злаков на сенокосах и пастбищах. Раньше других трав формирует кормовую массу для выпаса скота. Хорошо отрастает при скашивании и стравливании скотом. Даёт 2 укоса за лето и 3 во влажные годы. При чрезмерном выпасе выпадает из травостоя. В благоприятных условиях держится на пастбище до 10 лет.
В сене хорошо поедается крупным рогатым скотом и лошадьми, хуже овцами, козами и верблюдами. Также хорошо поедается на пастбище, но после цветения растение грубеет и поедаемость падает для всех животных. Отмечено хорошее поедание алтайскими маралами (Cervus elaphus sibiricus). Поедается северным оленем (Rangifer tarandus). По наблюдениям в Кабардино-Балкарии поедается западнокавказским туром (Capra caucasica). 
Издавна культивируется и в России. Выведены и районированы его отечественные сорта.

## Таксономия
Alopecurus pratensis L., Species Plantarum 1: 60. 1753.

### Подвиды
- Alopecurus pratensis subsp. pratensis
- Alopecurus pratensis subsp. alpestris (Wahlenb.) Selander
- Alopecurus pratensis subsp. laguriformis (Schur) Tzvelev

### Синонимы
По данным The Plant List на 2010 год, в синонимику вида входят:
- Alopecurus alpestris Wahlenb. ex Steud., nom. inval.
- Alopecurus altissimus Schur
- Alopecurus arvensis Gromov ex Trautv., nom. inval.
- Alopecurus brachyglossus Peterm.
- Alopecurus candicans Salzm. ex Steud., nom. inval.
- Alopecurus caudicans Salzm. ex Ball, nom. inval.
- Alopecurus laguriformis Schur
- Alopecurus lasiostachyus Link
- Alopecurus laxiflorus Ovcz.
- Alopecurus obscurus Schur
- Alopecurus pallidus Dumort.
- Alopecurus phleiformis P.Beauv., nom. inval.
- Alopecurus pronus Mitt. ex Hook.f., nom. inval.
- Alopecurus scaber Opiz
- Alopecurus seravschanicus Ovcz.
- Alopecurus sericeus Gaertn.
- Alopecurus soongaricus (Schrenk) Petrov
- Alopecurus tauntoniensis Sinclair
- Alopecurus trivialis Seidl ex Opiz
- Alopecurus villosus Gilib.
- Phalaris aristata Schousb. ex Willd.
- Tozzettia pratensis (L.) Savi
- Tozzettia vulgaris Bubani, nom. illeg.